# Parc naturel du massif du Montgó
Le parc naturel du massif du Montgó (en valencien : Parc natural del Massís del Montgó) est un parc naturel d'Espagne situé au nord-est de la province d'Alicante, dans la Communauté valencienne, qui protège le massif éponyme, et dont l'altitude maximale est de 753 m.

## Caractéristiques
La zone du parc, d'une superficie de 2 093,35 hectares, située dans la région de Marina Alta, au nord de la province d'Alicante, a été déclarée parc naturel par le gouvernement valencien le 16 mars 1987 (décret 25/1987).
En novembre 2002, le plan de gestion des ressources naturelles (Plan de Ordenación de los recursos Naturales (PORN), décret 180/2002) a été approuvé, réglementant la mise en place d'une zone de développement durable sur 7 500 hectares. Ce dernier propose la création d'un périmètre d'amortissement d'impacts, dans le but d'éviter l'isolement biologique du massif. La même année, la réserve naturelle de Cabo de San Antonio (es) est créée, protégeant les fonds marins de Posidonia oceanica et les fonds marins rocheux côtiers. Les municipalités concernées par le plan de gestion sont :  Denia, Gata de Gorgos, Jávea, Pedreguer et Ondara, tandis que le parc lui-même est divisé entre Jávea (zone principale) et Denia.
Le parc, avec la réserve naturelle de Cabo de San Antonio, constituent un site d'importance communautaire du réseau Natura 2000 (ES5211007).
Le parc se trouve à travers la route CV-736, en passant par Denia et Jávea, villes facilement accessibles par les routes AP-7 et N-332.
A l'importance paysagère du parc s'ajoute une grande valeur botanique et culturelle.

## Orographie

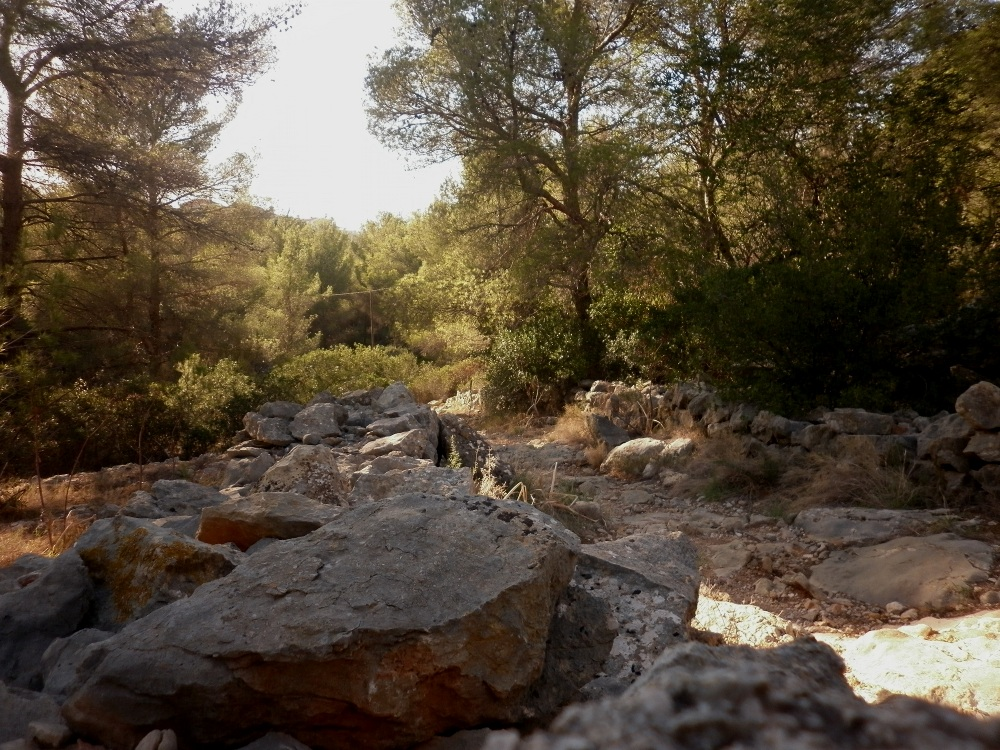
Parc naturel du massif du Montgó, un paysage typique d'Espagne.

Le parc est situé dans le dernier contrefort des cordillères Bétiques. Malgré une hauteur maximale relativement modeste, 753 mètres, sa proximité avec la mer (quelques centaines de mètres seulement) provoque une descente abrupte et un impact visuel important sur le visiteur. Le massif est constitué de matériaux crétacés, avec une abondance de marne et de calcaire.
Sa grotte principale mérite d'être soulignée : la Grotte de l'eau (es), une grotte utilisée par les Romains pour approvisionner en eau un poste de contrôle de l'armée de l'Empire romain. Elle fut également utilisée par les Arabes, qui vinrent y construire une sorte de barrage pour stocker l'eau et même des fossés pour la distribuer. Dans le Montgó, compte tenu de sa nature karstique, il existe de nombreuses autres cavités (Cueva del Camell, Cueva de la Higuera, etc).

## Climat
Le parc possède un climat typiquement méditerranéen, avec des hivers doux voire froids selon l'altitude, et des étés chauds et secs. Les précipitations sont rares, se concentrant principalement au printemps et en automne, avec une période sèche en été. Ils apparaissent rarement sous forme de neige dans les montagnes.

## Biodiversité

### Flore
La zone du parc possède une flore de plus de 650 espèces. Cela fait du Montgó une référence botanique de premier ordre. Parmi les plus de 80 taxons classés comme rares, endémiques ou menacés, on distingue le Carduncellus dianius ou « Herbe Sainte » et le Silene hifacensis.
Sa situation géographique et son orientation déterminent différents écosystèmes, parmi lesquels se distinguent :
- La pinède, très réduite en raison des incendies fréquents et intenses. Elle est située à La Solana et à Les Planes de Jávea. La formation arborée prédominante dans le parc était le chêne vert, mais celui-ci s'est dégradé dans la majeure partie, laissant place à un environnement buissonnant.
- Le maquis : la plus grande formation végétale à l'intérieur du parc, composée principalement de chêne kermès, de lentisque, de nerprun, de romarin, de bruyère, d'ajoncs et de lavande dentée.
- Les falaises maritimes, ombragées et ensoleillées, servent de refuge aux principales plantes endémiques : violette de Valence, scabieuse rupestre et Sanguisorba ancistroides, entre autres. Le genévrier de Phénicie et le palmier poussent sur les grands plateaux. Des espèces telles que la criste marine, la joubarbe, la violette des rochers ou la scabieuse rupestre peuvent être observées sur les falaises de Cabo de San Antonio.
- L'agriculture traditionnelle a façonné le paysage actuel de vignes, d'amandiers et d'orangers. Ces productions entourent le parc naturel et servent de refuge et de nourriture à de nombreuses espèces d'animaux.

### Faune
Le Montgó compte plus de 150 espèces de vertébrés. Parmi eux, le plus important est l'aigle de Bonelli, une espèce menacée au niveau européen. Le faucon pèlerin, le hibou grand-duc et la chouette hulotte fréquentent également le lieu.
D'autres oiseaux qui habitent le parc sont le goéland leucophée et le cormoran, qui cherchent leur nourriture dans les eaux de la réserve naturelle de Cabo de San Antonio.
Les caractéristiques du parc permettent l'existence d'espèces rares dans la Communauté valencienne, comme le goéland d'Audouin, la sterne naine, ou le faucon crécerelle.
Parmi les mammifères, la présence du sanglier, du lapin, du blaireau, de la genette, du renard et de la belette est remarquable.
Le lézard ocellé et un large spectre d'invertébrés sont présents, avec les écosystèmes submergés du cap San Antonio, permettant une bonne représentation de la faune méditerranéenne.

## Culture
Le Montgó est habité depuis le paléolithique supérieur et son histoire est riche de détails. Des grottes préhistoriques aux colonies agricoles, en passant par les vestiges d'établissements ibériques et les sites arabes, ils captent l'attention de ceux qui ont le plaisir de les visiter.